# Olenëkskij ulus
L'Olenëkskij ulus è un ulus (distretto) della Repubblica Autonoma della Jacuzia-Sacha, nella Russia siberiana orientale; il capoluogo è il villaggio (selo) di Olenëk.
Confina con gli ulus Anabarskij a nord, Žiganskij e Bulunskij ad est, Njurbinskij, Viljujskij e Verchnviljujskij a sudest, Mirninskij a sud; ad ovest confina per un lunghissimo tratto con il territorio di Krasnojarsk.
Il territorio si estende nella parte nordoccidentale della Repubblica jacuta, nelle valli dei fiumi Olenëk, Anabar e Viljuj, nella sezione nordorientale dell'altopiano della Siberia centrale; è il più vasto della Repubblica ed è pressoché completamente spopolato, dato che la densità media di popolamento è di poco superiore a 1 abitante per 100 chilometri quadrati.